# Belly-Cresus Ganira
Belly-Cresus Ganira, né le 25 mars 2000, est un nageur burundais. Il participe à l'épreuve masculine du 100 m nage libre aux Jeux olympiques d'été de Tokyo en 2020.

## Biographie
Belly-Cresus Ganira nait né le 25 mars 2000. Il grandit dans le quartier de Kinanira II à Bujumbura. Belly-Cresus Ganira debute la natation à l'âge de 4 ans et rejoint un club de compétition à l'âge de 10 ans. Et représente le Burundi en natation au niveau international.
Il reçoit en 2019, une bourse d'entraînement au Centre de développement de la FINA à Dakar, au Sénégal pour un an (1er novembre 2019 au 1er novembre 2020), un programme organisé par la Fédération Internationale de Natation (FINA). En 2020, il décroche six records nationaux lors des Championnats d'Afrique de la zone 2  au Ghana, améliorant cinq de ses propres records et battant la marque de Billy-Scott Irakose dans l'épreuve du 50 mètres nage libre. Depuis, il a combine des participations a l'international et sur le plan national.
Il represente le Brurundi au 100 m nage libre aux Jeux olympiques d'été de 2020.